# Hassan Whiteside
Hassan Niam Whiteside (Gastonia, Carolina del Norte, 13 de junio de 1989) es un jugador de baloncesto estadounidense que pertenece a la plantilla de los Cangrejeros de Santurce de la BSN de Puerto Rico. Con 2,13 metros de estatura, jugaba en la posición de pívot.

## Trayectoria deportiva

### Escuela secundaria
Whiteside jugó al baloncesto en la The Patterson School en Lenoir, Carolina del Norte. En la temporada 2008-09 lideró a su equipo a un balance de 34 victorias y 2 derrotas, lo que les situaba en lo más alto del panorama nacional. En la lista de los pívots más valorados de la clase de 2009, Whiteside ocupó la 19.ª posición, según Scout.com, y la 87.ª en general por rivalshoops.com. Previamente asistió al Instituto East Side en Newark, Nueva Jersey, donde en la temporada 2006-07 promedió 18 puntos, 10 rebotes y 5.5 tapones por partido, y a la Hope Christian Academy en Charlotte, un año después.

### Universidad
Una vez graduado en el instituto, Whiteside eligió la Universidad de Marshall por encima de Charlotte, Carolina del Sur, Kentucky, Auburn y Mississippi State. Whiteside realizó un gran año de novato en los Thundering Herd, promediando 13.1 puntos, 8.9 rebotes y liderando la NCAA con 5.35 tapones por partido. Fue nombrado Mención Honorable del All-American por Associated Press, Defensor del Año y Freshman del Año de la Conference USA, incluido en el segundo mejor equipo de la conferencia, en el segundo equipo de freshman por Sporting News, y en el mejor equipo defensivo y de freshman de la C-USA. El 12 de diciembre de 2009 se convirtió en el primer freshman en la historia de la conferencia y de los Thundering Herd en lograr un triple doble (el primero de sus tres a lo largo de la temporada), anotando 17 puntos, capturando 14 rebotes y taponando 11 balones, en la victoria por 105-54 ante Brescia Bearcats. Días antes firmó 14 puntos, 17 rebotes y 9 tapones en 29 minutos frente a Ohio Bobcats, lo que le valió una columna en la edición del 28 de diciembre de la revista ESPN The Magazine.
El 29 de marzo de 2010, Whiteside se declaró elegible para el Draft de la NBA de 2010, después de que su entrenador en Marshall, Donnie Jones, aceptara la oferta de entrenar a los UCF Knights.

#### Estadísticas
| Año     | Equipo   | PJ | PT | MPP  | %TC  | %3P  | %TL  | RPP | APP | ROB | TPP | PPP  |
| ------- | -------- | -- | -- | ---- | ---- | ---- | ---- | --- | --- | --- | --- | ---- |
| 2009–10 | Marshall | 34 | 23 | 26.1 | .524 | .600 | .588 | 8.9 | .3  | .6  | 5.4 | 13.1 |

### Profesional
Fue seleccionado por Sacramento Kings en la 33.ª posición del Draft de la NBA de 2010. El 19 de julio de 2010, firmó un contrato con los Kings por cuatro años y 3.8 millones de dólares. El 16 de julio de 2012, fue despedido por los Kings.
[actualizar]
El 25 de septiembre de 2014, firmó con los Memphis Grizzlies. Sin embargo, fue despedido por los Grizzlies el 22 del mes de octubre. A finales de octubre de 2014, fue readquirido por los Rio Grande Valley Vipers, pero dos días más tarde, sus derechos fueron traspasados a los Iowa Energy, uniéndose a ellos el 14 del mes de noviembre. El 19 de noviembre, firmó nuevamente con los Grizzlies, pero fue despedido al día siguiente. El 22 de ese mismo mes, se unió nuevamente a los Iowa Energy. Dos días más tarde, Whiteside firmó un contrato para jugar con los Miami Heat.
El 26 de enero de 2015 ante los Chicago Bulls, logró el primer triple-doble de su carrera en la NBA con 14 puntos, 13 rebotes y 12 tapones, convirtiéndose en el primer jugador de la NBA en lograr un doble-doble (y por lo tanto también un triple-doble) con tapones en menos de 25 minutos. Desde Shawn Bradley en la temporada 1997-98, ningún jugador lograba al menos 12 en puntos, rebotes y tapones. Desde Manute Bol en 1989 ningún jugador lograba 12 tapones en menos de 25 minutos. Los Heat ganaron el partido por 96 a 84.
Pero la historia se vuelve a repetir con su mejor actuación, el día viernes 15 de enero de 2016 logra su 4.º triple-doble con una actuación espectacular de 17 rebotes, 11 tapones y 19 puntos que le daba la victoria a Miami Heat contra Denver Nuggets por 98-95.
Tras cinco temporadas en Miami, el 1 de julio de 2019, es traspasado a Portland Trail Blazers a cambio de Moe Harkless y Meyers Leonard.
Después de un año en Portland, el 25 de noviembre de 2020, firma con Sacramento Kings.
El 3 de agosto de 2021, firma como agente libre con Utah Jazz por un año.
En marzo de 2023 firma por los Piratas de Quebradillas de la BSN de Puerto Rico. En febrero de 2024 comunicó al equipo que no regresaría y anunció su retirada del baloncesto como profesional, a los 34 años.
Tras dos años alejado de las canchas, en abril de 2025 regresó para fichar por los Cangrejeros de Santurce de la BSN puertorriqueña.

## Estadísticas de su carrera en la NBA
|  | Líder de la liga |

### Temporada regular
| Año     | Equipo     | PJ  | PT  | MPP  | %TC  | %3P   | %TL  | RPP  | APP | ROB | TPP | PPP  |
| ------- | ---------- | --- | --- | ---- | ---- | ----- | ---- | ---- | --- | --- | --- | ---- |
| 2010-11 | Sacramento | 1   | 0   | 2.0  | .000 | –     | .000 | .0   | .0  | .0  | .0  | .0   |
| 2011-12 | Sacramento | 18  | 0   | 6.1  | .444 | –     | .417 | 2.2  | .0  | .2  | .8  | 1.6  |
| 2014-15 | Miami      | 48  | 32  | 23.8 | .628 | –     | .500 | 10.0 | .1  | .6  | 2.6 | 11.8 |
| 2015-16 | Miami      | 73  | 43  | 29.1 | .606 | –     | .650 | 11.8 | .4  | .6  | 3.7 | 14.2 |
| 2016-17 | Miami      | 77  | 77  | 32.6 | .557 | –     | .628 | 14.1 | .7  | .7  | 2.1 | 17.0 |
| 2017-18 | Miami      | 54  | 54  | 25.3 | .540 | 1.000 | .703 | 11.4 | 1.0 | .7  | 1.7 | 14.0 |
| 2018-19 | Miami      | 72  | 53  | 23.3 | .571 | .125  | .449 | 11.3 | .8  | .6  | 1.9 | 12.3 |
| 2019-20 | Portland   | 67  | 61  | 30.0 | .621 | .571  | .686 | 13.5 | 1.2 | .4  | 2.9 | 15.5 |
| 2020-21 | Sacramento | 36  | 4   | 15.2 | .563 | .000  | .519 | 6.0  | .6  | .3  | 1.3 | 8.1  |
| 2021-22 | Utah       | 65  | 8   | 17.9 | .652 | —     | .623 | 7.6  | .4  | .3  | 1.6 | 8.2  |
| Total   | Total      | 511 | 332 | 24.7 | .586 | .308  | .605 | 10.8 | .6  | .5  | 2.2 | 12.6 |

### Playoffs
| Año   | Equipo   | PJ | PT | MPP  | %TC  | %3P   | %TL  | RPP  | APP | ROB | TPP | PPP  |
| ----- | -------- | -- | -- | ---- | ---- | ----- | ---- | ---- | --- | --- | --- | ---- |
| 2016  | Miami    | 10 | 10 | 29.1 | .681 | —     | .591 | 10.9 | .3  | .8  | 2.8 | 12.0 |
| 2018  | Miami    | 5  | 5  | 15.4 | .450 | —     | .615 | 6.0  | .2  | .0  | 1.2 | 5.2  |
| 2020  | Portland | 5  | 3  | 21.2 | .542 | 1.000 | .500 | 7.0  | .4  | .2  | 2.0 | 6.8  |
| 2022  | Utah     | 6  | 0  | 10.8 | .417 | —     | .250 | 5.2  | .0  | .3  | 1.3 | 1.8  |
| Total | Total    | 26 | 18 | 20.7 | .592 | 1.000 | .560 | 7.9  | .2  | .4  | 2.0 | 7.3  |

## Logros y reconocimientos

### Universidad
- 2.º quinteto de la C-USA (2010)
- Freshman del Año de la C-USA (2010)
- Defensor del Año de la C-USA (2010)
- 1.er quinteto de freshman de la C-USA (2010)
- 1.er quinteto defensivo de la C-USA (2010)
- Campeón de la NBA D-League (2013)

### NBA
- Líder de la temporada NBA 2015-16 en tapones: 3.68
- Líder de la temporada NBA 2016-17 en rebotes: 14.13
- 2.º Mejor quinteto defensivo de la NBA (2016)
- Líder de la temporada NBA 2019-20 en tapones: 2.93